# Mihai Bravu (okręg Tulcza)
Mihai Bravu – wieś w Rumunii, w okręgu Tulcza, w gminie Mihai Bravu. W 2011 roku liczyła 650 mieszkańców.